# Lithostege amoenata
Lithostege amoenata là một loài bướm đêm trong họ Geometridae.